# Jean-Noël Hamal
Jean-Noël Hamal (* 23. Dezember 1709 in Lüttich; † 26. November 1778 ebenda) war ein Komponist der Frühklassik.

## Leben

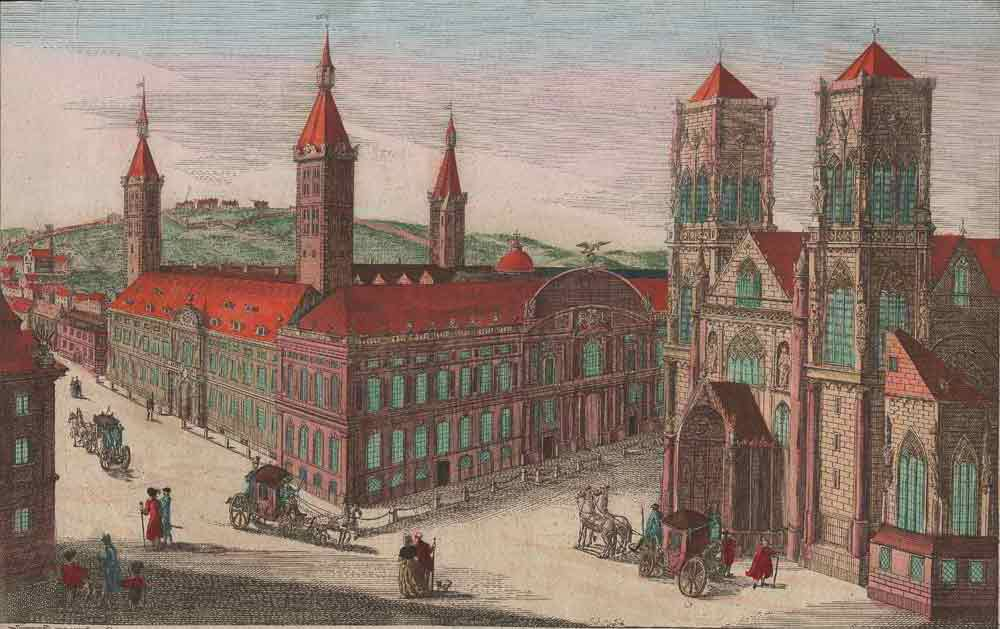
Palast und Kathedrale

Nach Lehrjahren bei seinem Vater Henri-Guillaume Hamal (1685–1752), einem Schüler von Lambert Pietkin, trat Hamal im Alter von sechs Jahren unter Henri-Denis Dumont als Sängerknabe in den Chor der Kathedrale St. Lambert ein, wo seine Ausbildung fortgesetzt wurde. Dieses Ensemble umfasste etwa 30 Musiker. Von 1728 bis 1731 weilte Hamal im „Lütticher Kolleg Darchis“ in Rom, hier erhielt er weiteren Unterricht durch Giuseppe Amadori (1670–1730). Während einer zweiten Italienreise begegnete er dem Violinisten und Komponisten Niccolò Jommelli sowie in Neapel Francesco Durante. Hamal war von 1737 bis 1770 Kapellmeister an der Lütticher Kathedrale und kaiserlicher Kanonikus. Ab 1738 gaben mehrere Mitglieder der Familie Hamal regelmäßig Konzerte („Grands concerts spirituels“) im Rathaus der Maasstadt. 
Nach Unstimmigkeiten mit dem Domkapitel im Jahr 1770 übernahm sein Neffe Henri Hamal (1744–1820) die Kapellmeisterposition. Diesen Posten bekleidete er bis zur gewaltsamen Plünderung und Zerstörung der Kathedrale durch die Lütticher Bevölkerung 1793 im Rahmen der Französischen Revolution.

## Werk

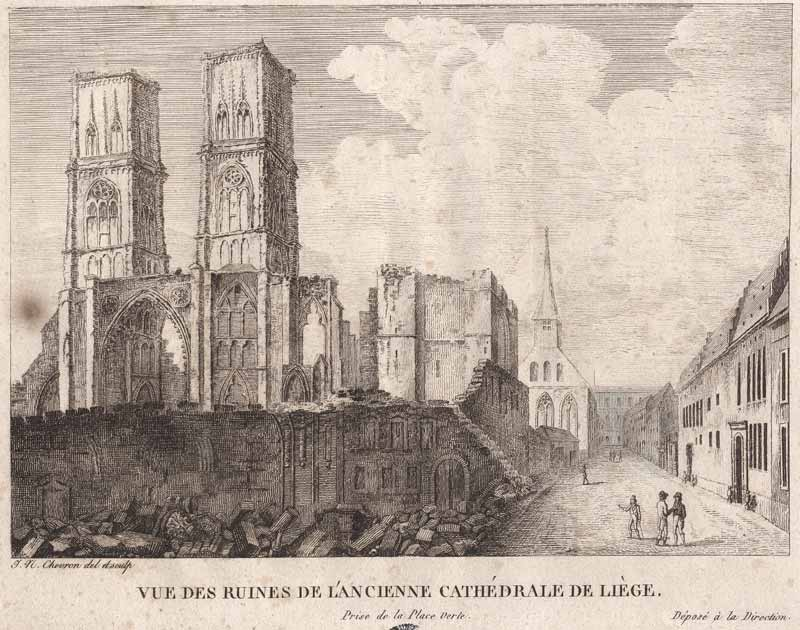
Ruinen der Kathedrale

Hamal lebte in der Übergangszeit vom Barock zum Klassizismus. Er machte sich, vom italienischen Stil beeinflusst, zum musikalischen Vorreiter in verschiedenen Bereichen, wie seine Sinfonien, aber auch seine Opern im Lütticher Dialekt es verdeutlichen.
- 92 Motetten, 34 Messen, 24 Psalmkantaten, 5 Lamentos, 6 Litaneien, 4 Oratorien, 5 Requien
- 2 Te Deum, (eines davon zum Amtsantritt des Fürstbischofs Charles-Nicolas d’Oultremont)
- 3 Opus Sammlungen Sinfonien
- 3 Sammlungen mit sinfonischen Fragmenten und Ouverturen
- 4 Ländliche Opern in der wallonischen Sprache seiner Zeit:
  - Li Voédje di Tchaufontaine (1757) (Die Reise nach Chaudfontaine)
  - Li Ligwè égagî (1757)
  - Li Fiesse di Houte si’Plou (1757)
  - Les Hypocontes (1758)